# Oxyodes obscurior
Oxyodes obscurior là một loài bướm đêm trong họ Noctuidae.